# Nikolaj Timofejev-Resovskij
Nikolaj Vladimirovitj Timofejev-Resovskij (Николай Владимирович Тимофеев-Ресовский på ryska), född 20 september 1900 i Moskva, död 28 mars 1981 i Obninsk i Ryska SFSR i Sovjetunionen, var en rysk biolog. Han forskade i strålningsgenetik, experimentell populationsgenetik och mikroevolution. Hans arbete hade särskild betydelse för den ryska biologin eftersom det stod i opposition till lysenkoismen.
År 1935 publicerade han en artikel om mutationer tillsammans med Max Delbrück, där gener för första gången föreslogs bestå av komplicerade molekyler. Artikeln blev upprinnelsen till den moderna genetiken. Bakgrunden till artikeln var ett experimentellt samband mellan antalet molekyler som joniserades av olika typer av strålning och mutationsfrekvensen, som Timofejev hade upptäckt och Delbrück förklarat fysikaliskt.
Hans liv beskrevs av Daniil Granin i romanen Zubr. Hans laboratorium i nazisttidens Berlin beskrevs i nyckelromanen Berlin Wild av Elly Welt.

## Eftermäle
Asteroiden 3238 Timresovia är uppkallad efter honom.